# 読史余論
『読史余論』（讀史餘論、とくしよろん）は、江戸時代の学者・政治家である新井白石が著した、日本政治史・史論である。

## 成立
『読史余論』の自跋には「右三冊ハ正徳二年春夏之間、座ヲ賜テ古今ヲ論ジ申セシ時ノ講章ノ草本也」とあるが、実際に稿本が完成されたのはそれ以前であることが漢文の自跋によって知られる。白石が主君・徳川家宣に『通鑑綱目』を進講しつつ、日本古来の治乱興亡の沿革に深い関心を寄せていた家宣のために書いたものである。

## 構成・内容
『読史余論』は3巻から成る。第1巻の最初に総論を置き、日本における「天下の大勢」が藤原政権成立後、「九変」して武家の時代となり、さらに「五変」して徳川政権の成立を見たという全体の構想、すなわち｢天下九変五変説｣を述べる。摂関政治の開始を境界線とし、「上古」とそれ以後の時代に区分する方法は『神皇正統記』を援用したと考えられる。
白石は歴史の発展を「大勢」と考え、この体制の転換を「変」と表現した。この変をうながす原動力として徳・不徳という儒教観念を用い、政治実権が天皇から摂関家・上皇・源氏・北条氏へと移っていった経緯を述べる。白石は中世日本の政治史を、公家勢力と武家勢力の対立ととらえ、その上に儀礼的存在として天皇があるものと考えた。第1巻では公家が次第に衰退する過程を中心とし、第2巻では上古にさかのぼって武家の成立と勃興の大勢を述べ、第1巻の6・7・8・9の「変」は第2巻の1・2の「変」と時代的に重複する。これは日本の天皇・公家・武家の三重の政治体制に由来する盛衰交替を叙述するために白石が編み出した方法である。
本文のあらゆるところで「按ずるに」として重要事件や人物に批評を加え、将軍家宣の施政への参考として提供し、政治的な戒めとしているところもこの書の特徴である。

## 評価
朱子学の立場から『神皇正統記』の影響を受け、不徳ではあるが神器をもつ後醍醐天皇と南朝を正統とする一方、人物としての足利尊氏の徳を弁護するなど、評価に揺れが見られるところが注目される。
さらに、大勢の変化といっても少数の支配層や個人の動向に視点が集中している（福澤諭吉の批判）。徳川幕府を正当化するために人物評価が偏っていたり矛盾していたりする点をふくめても、日本史に納得できる時代区分を最初に導入し、政治史を書くことを可能とした功績は疑い得ない。

## 主な刊行文献
- 「読史余論」-『日本思想大系35　新井白石』（益田宗校注、岩波書店）
- 『読史余論』 村岡典嗣校訂、岩波文庫。初版は戦前刊行
- 『新井白石「読史余論」 現代語訳』 横井清訳（講談社学術文庫、2012）
  - 元版『日本の名著15　新井白石』（中央公論社）